# Курси (деревня)
Ку́рси (эст. Kursi) — деревня в волости Куусалу уезда Харьюмаа, Эстония.

## География и описание
Расположена в северной части Эстонии, в 4 километрах к востоку от волостного центра — посёлка Куусалу. Расстояние до Таллина — 34 км. Высота над уровнем моря — 62 метра.

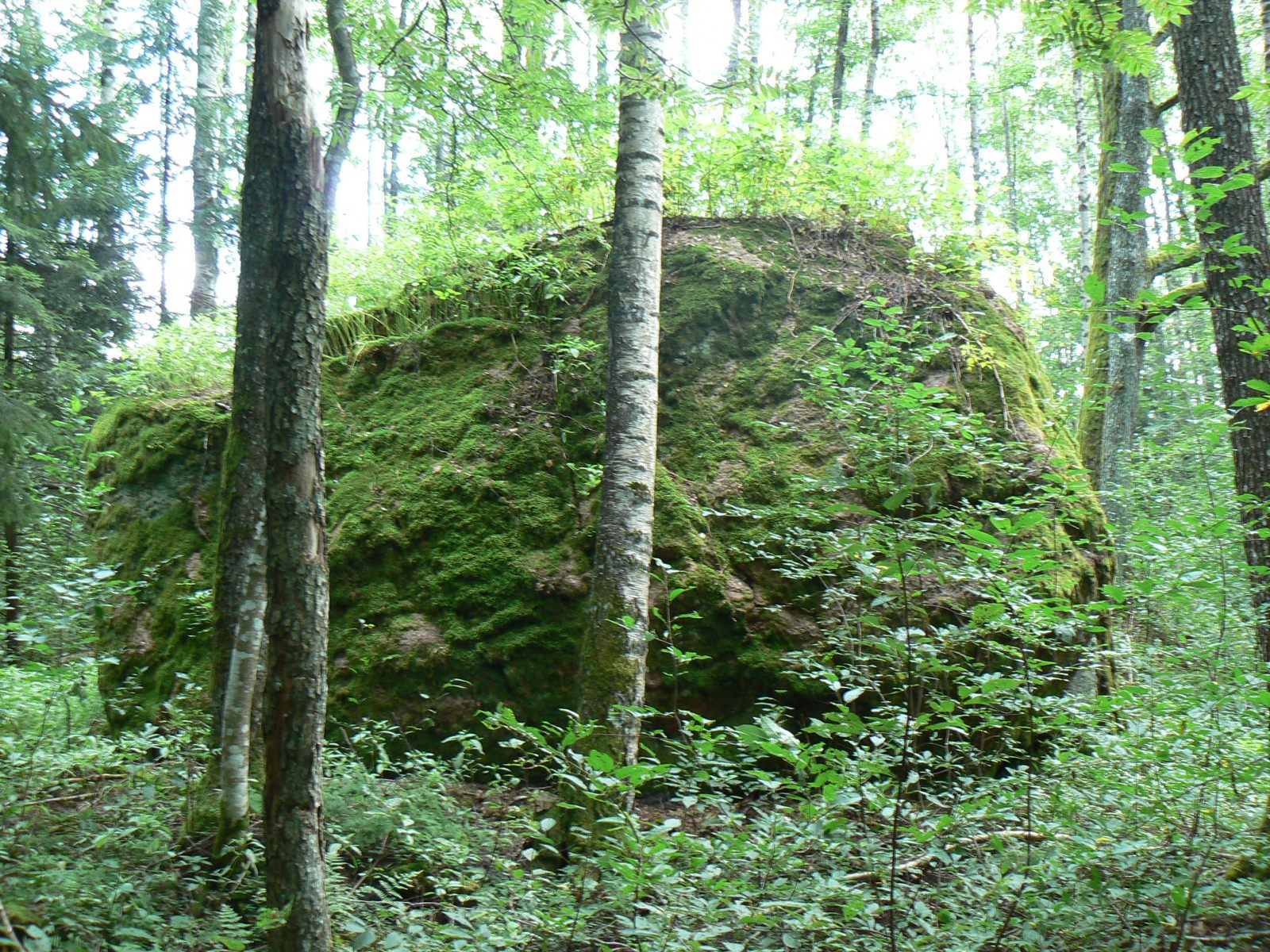
Валун Лууба

Климат умеренный. Официальный язык — эстонский. Почтовый индекс — 74611.
На территории деревни находится охраняемый государством валун Лууба (эст. Luubakivi).

## Население
По данным переписи населения 2011 года, в деревне проживали 44 человека, все — эстонцы.
По данным переписи населения 2021 года, число жителей деревни составляло 42 человека, из них 36 (87,8 %) — эстонцы.
Численность населения деревни Курси по данным переписей населения:
| Год     | 1959 | 1970 | 2000 | 2011 | 2021 |
| ------- | ---- | ---- | ---- | ---- | ---- |
| Жителей | 60   | ↘ 50 | ↘ 45 | ↘ 44 | ↘ 42 |

## История
В письменных источниках впервые упоминается в 1798 году. В 1977–1997 годах была частью деревни Козу.